# Buraków (Warszawa)
Buraków (dawn. Buraków Duży  − w odróżnieniu od Burakowa Małego) – historyczna część miasta Warszawy, w jego północno-zachodniej części, w dzielnicy Żoliborz, na Sadach Żoliborskich.
Wieś Buraków leżała między Słodowcem a Czarnym Dworem, w okolicach współczesnej ulicy Włościańskiej. Teren dawnej wsi został rozcięty aleją Armii Krajowej. Współcześnie Buraków figuruje w Państwowym Rejestrze Nazw Geograficznych jako część miasta Warszawy (identyfikator PRNG 173696), położony jest jednak bardziej na południe od historycznej wsi.

## Historia
Buraków to dawna podwarszawska wieś nad rzeką Pisią w parafii Wawrzyszew). Założona w III/XIV wieku na terenie obecnego Słodowca i częściowo Piasków. Buraków Leżał w odległości 2 włók od Warszawy, za rogatką marymoncką. Pod koniec XIX wieku liczył 309 mieszkańców. W 1580 roku Buraków stanowił włość królewską w parafii Tarchomin (z drugiej strony Wisły) w dzierżawie Bartłomieja Zaliwskiego
Od 1867 należał do gminy Młociny powiatu warszawskiego w guberni warszawskiej. 
1 kwietnia 1916, na mocy rozporządzenia generał-gubernatora Hansa Hartwiga von Beselera, z gminy Młociny miały być wyłączone i włączone do Warszawy: Młociny (B), Kaskada, Marymont, Potok i Powązki, czyli miejscowości odgraniczone od zachodu drogą wojskową. Rok później sprecyzowano dokładny przebieg granic Warszawy, w związku z czym obszar włączony do Warszawy opisano dokładniej, uwzględniając, że do Warszawy został włączony także Buraków Duży.
Na Powązkach znajduje się ulica Burakowska, ułożona w linii prostej na tamtejszy Buraków.